# NGC 4806
NGC 4806 est une galaxie spirale barrée située dans la constellation de l'Hydre. Sa vitesse par rapport au fond diffus cosmologique est de 2 718 ± 22 km/s, ce qui correspond à une distance de Hubble de 40,1 ± 2,8 Mpc (∼131 millions d'al). NGC 4806 a été découverte par l'astronome britannique John Herschel en 1835.

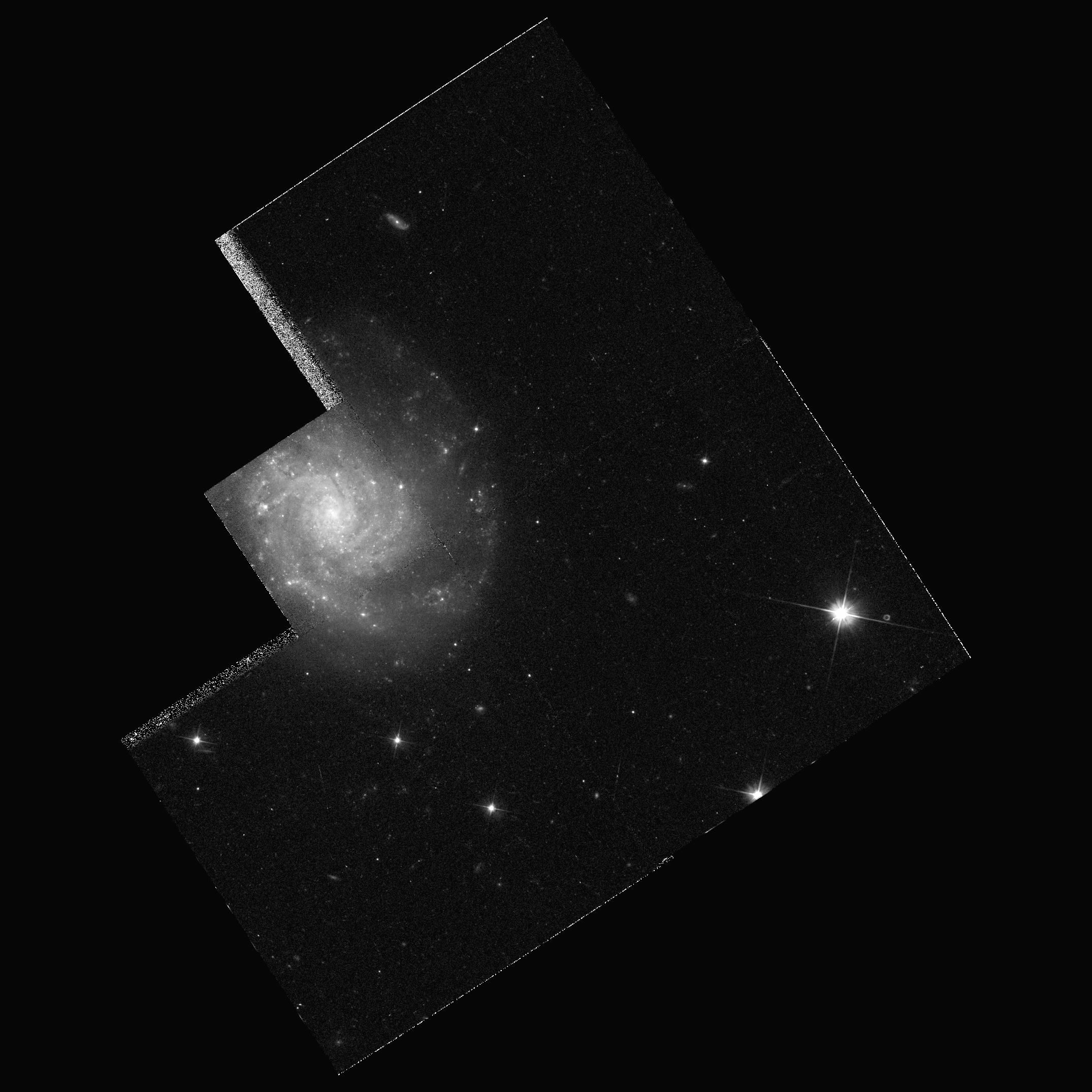
NGC 4806 par le télescope spatial Hubble.

La classe de luminosité de NGC 4806 est III et elle présente une large raie HI.